# Löwen-Apotheke (Weimar)

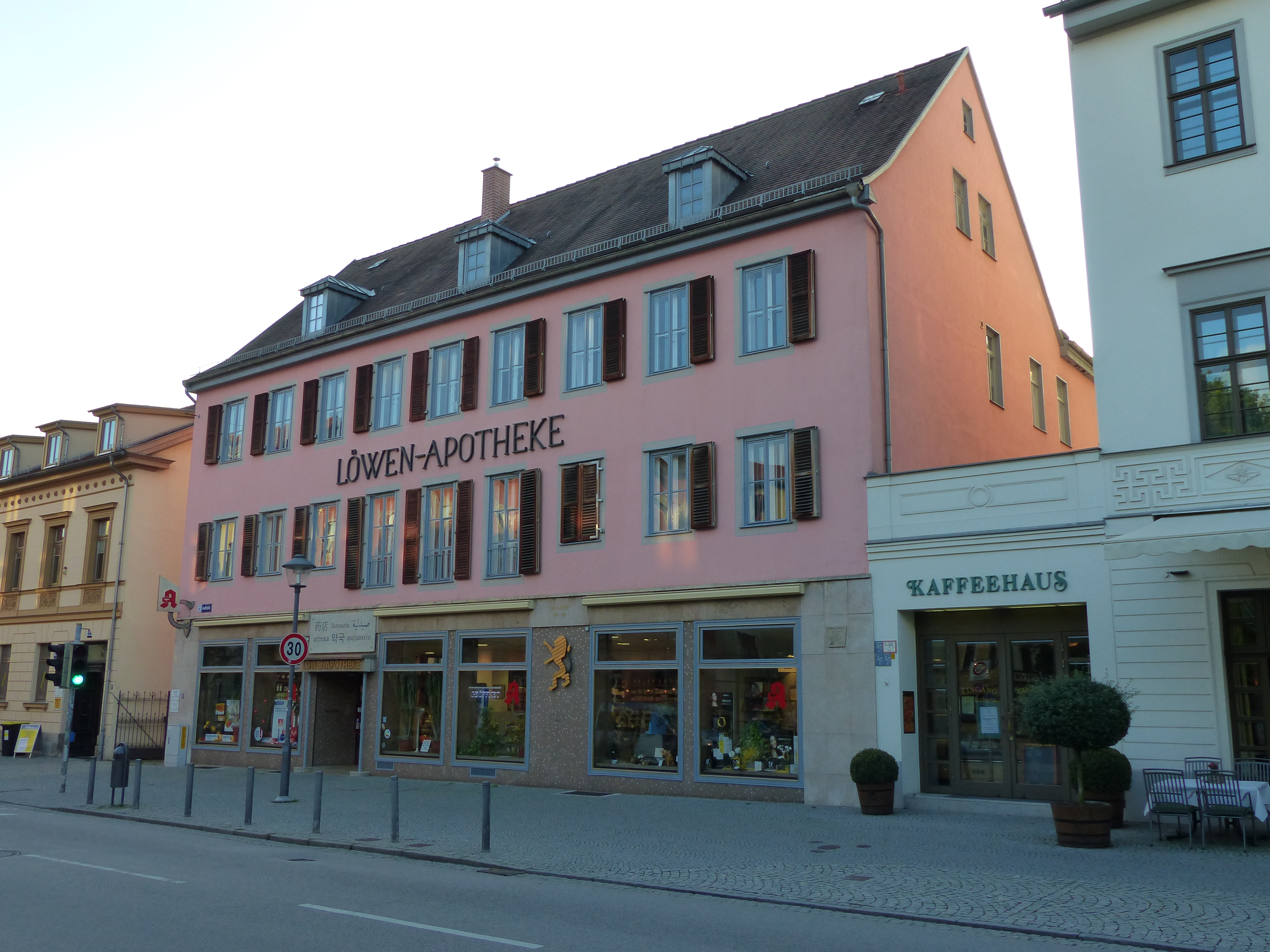
Die Löwen-Apotheke in Weimar

Die am Goetheplatz 1 in Weimar befindliche Löwen-Apotheke ist die zweite Apotheke der Stadt mit dem Gründungsjahr 1801. Schon die an der Fassade angebrachten Kapitalbuchstaben weisen auf dieses von Weitem hin. Vor ihr ist nur die Hof-Apotheke gegründet worden.
Das Privileg wurde dem Apothekerssohn Carl August Tietzmann (vor 1799–1827) aus Neumark (bei Weimar) durch Herzog Carl August 1799 unter der Auflage erteilt, am Schweinsmarkt (heute Goetheplatz) ein Haus zu bauen.  Dieses erlebte mehrere Umbauten und Modernisierungen bzw. Erweiterungen von 1837 bis 1960/61, um den Entwicklungstendenzen im Apothekenwesen Rechnung tragen zu können. Tietzmann selbst wurde Hofapotheker.
Für diese immer noch im Besitz der Familie Lüdde befindliche Apotheke erwarb Theodor Lüdde die Rechte, auf dessen Initiative hin ab den 1880er Jahren an den Brunnen in der Innenstadt Hundetränkbecken angebracht wurden.
In der Apotheke ist ein Löwe des Weimarer Bildhauers Walter Sachs installiert. Diese 1,20 m hohe Sitzstatue eines Löwen wurde 1993 aus Serpentin gefertigt. Außerdem steht im Durchgang der Löwenapotheke eine Statuette Dünner Jüngling, ebenfalls von Walter Sachs.
Einer der berühmtesten Kunden der Apotheke war wohl der kranke Friedrich Nietzsche.
Das Gebäude steht auf der Liste der Kulturdenkmale in Weimar (Einzeldenkmale).